# 魯恩-卡尼夫-高法伯基金
魯恩-卡尼夫-高法伯基金(Ruane, Cunniff & Goldfarb)是一家由威廉‧Ｊ‧魯恩及李察‧Ｔ‧卡尼夫於1969年在紐約市成立的投資公司。該公司自1970年啟動的旗艦紅杉基金（英文縮寫：SEQUX）在華爾街眾多基金之中有著長期業績最好的紀錄；其並於2013年不再接受新投資者的資金。魯恩-卡尼夫-高法伯基金管理包括紅杉基金、對沖基金的合夥及私人帳在內的約三百億美元。現任主席為羅拔‧Ｄ‧高法伯，總裁為大衛‧波普。

## 紅杉基金
魯恩-卡尼夫-高法伯基金最為人所著名的是作為紅杉基金的顧問及發行。紅杉基金的起源可追溯至比爾·魯恩晚年與禾倫·巴菲特的終生友誼。比爾·魯恩於1950年在哥倫比亞大學一個由班傑明·格雷厄姆主持的價值投資講座上初次與禾倫·巴菲特見面。當禾倫·巴菲特於1960年關閉其投資合夥企業時，便建議其客戶連同魯恩投資紅杉基金。1970年，威廉‧Ｊ‧魯恩及李察‧Ｔ‧卡尼夫創立紅杉基金以承接巴菲特的前客戶。羅拔‧高法伯於其後一年加入。
巴菲特1984年於其論著＜格雷厄姆－多德都市裏的超級投資者＞中寫道：「當我結束我的合夥企業時，我問比爾·魯恩會否成立一個基金以承接我們所有的合夥人，結果他就成立了紅杉基金……比爾是我唯一會向合夥人推薦的人。」他在尋找人選以繼承他於巴郡·哈薩威首席投資官的位置時也曾說到：「我在找另一個比爾·魯恩。」
在公司成立的1970年至2015年這45年間，相較於標準普爾500的10.93%的年化收益，紅杉基金的年化收益率為14.65%。據晨星公司所指，紅杉基金自1970年啟動以來333個滾動10年期當中，332次表現一直優於其他同類大型均衡型基金。紅杉基金曾於1982年停止接受新投資，26年後於2008年重新接受。2010年，晨星公司譽羅拔‧高法伯及大衛‧波普為年度本地股票基金經理以表揚他們於紅杉基金長期的優秀表現。在2013年，紅杉基金再度停止接受新投資者資金。

## 外部連結
- 紅杉基金的官方網頁 （页面存档备份，存于）
- 紅杉基金的彭博概觀 （页面存档备份，存于）
- 紅杉基金的晨星概觀 （页面存档备份，存于）
- 紅杉基金的雅虎財經概觀 （页面存档备份，存于）